# Công thức
Trong khoa học, một công thức là một hình thức trình bày thông tin chính xác bằng cách dùng các biểu tượng, như trong công thức toán học hay công thức hóa học. Trong toán học, một công thức là một thể thức xây dựng từ các kí hiệu và sử dụng những luật quy định theo ngôn ngữ logic.